# ポーツマス (原子力潜水艦)
|          |                                            |
| 艦歴     |                                            |
| 発注     | 1973年12月10日                             |
| 起工     | 1980年5月8日                               |
| 進水     | 1982年9月18日                              |
| 就役     | 1983年10月1日                              |
| 退役     | 2004年9月10日                              |
| その後   | 原子力艦再利用プログラム                   |
| 性能諸元 |                                            |
| 排水量   | 満載：6,129 トン、 基準：5,755 トン        |
| 全長     | 110.3 m (362 ft)                           |
| 全幅     | 10 m (33 ft)                               |
| 喫水     | 9.7 m (32 ft)                              |
| 最大速   | 水上25 kt (46 km/h)、 水中30+ kt (56 km/h) |
| 潜行深度 | 290 m (950 ft)                             |
| 機関     | S6G reactor 1基                            |
| 乗員     | 士官12名、兵員98名                         |
| モットー |                                            |
|          |                                            |

ポーツマス(USS Portsmouth, SSN-707)は、アメリカ海軍のロサンゼルス級原子力潜水艦の20番艦。艦名はニューハンプシャー州ポーツマスに因んで命名された。その名を持つ艦としてはクリーブランド級軽巡洋艦24番艦(CL-102)以来4隻目。

## 艦歴
ポーツマスは1973年12月10日にコネチカット州グロトンのジェネラル・ダイナミクス・エレクトリック・ボート社に建造発注され、1980年5月8日に起工した。1982年9月18日にヘレン・ポー・グッドリッチ夫人によって命名、進水し、1983年10月1日に艦長ドナルド・M・オルソン中佐の指揮下就役する。
就役の3週間後、ポーツマスは最初の任務、グラナダでの救援作業支援を行う。同任務の功績でポーツマスは合衆国軍遠征章（Armed Forces Expedition Medal, AFEM）を受章した。
1984年にポーツマスはカリフォルニア州サンディエゴを母港とする。ポーツマスは中国返還後の香港を訪れた最初のアメリカ海軍原潜であった。
ポーツマスは2004年9月10日にバージニア州ノーフォークで退役した。艦の設計寿命はまだ半分であり、核燃料の補給が必要であったが、コスト削減のため退役することとなった。

## 賞
ポーツマスは第5艦隊、ニミッツ戦闘グループと共に1995年から1996年にかけて展開した。この配備で海軍殊勲部隊章および第11潜水戦隊司令部 Battle "E" を受章した。
1997年は第7艦隊と共に展開し、海軍遠征メダルを受章している。